# Тарасовка (Голованевский район)
Тарасовка (укр. Тарасівка) — село в Подвысоцкой сельской общине Голованевского района Кировоградской области Украины.
До 2020 года входило в Новоархангельский район
Население по переписи 2001 года составляло 123 человека. Почтовый индекс — 26132. Телефонный код — 5255. Код КОАТУУ — 3523684605.